# Jakau Alaksiejczyk
Jakau Jakaulewicz Alaksiejczyk (biał. Якаў Якаўлевіч Аляксейчык, ros. Яков Яковлевич Алексейчик, Jakow Jakowlewicz Aleksiejczik; ur. 23 października 1948) – białoruski dziennikarz i działacz partyjny, dyrektor generalny Białoruskiej Agencji Telegraficznej (BiełTA).

## Życiorys
Urodził się 23 października 1948 roku. W 1972 roku ukończył studia na Wydziale Dziennikarstwa Białoruskiego Uniwersytetu Państwowego, w 1979 roku – Mińską Wyższą Szkołę Partyjną. W 1966 roku pracował w gazecie „Czyrwonaja Zwiazda” rejonu iwanowskiego. Następnie pracował w organach Komunistycznej Partii Białorusi (KPB) – w Iwanowickim Komitecie Rejonowym KPB, Brzeskim Komitecie Obwodowym KPB, Komitecie Centralnym KPB. Od 1988 roku pełnił funkcję dyrektora generalnego Białoruskiej Agencji Telegraficznej (BiełTA).

## Życie prywatne
Jakau Alaksiejczyk jest żonaty, ma dwie córki. Jego żona jest dziennikarką.